# Station Manage
Station Manage is een spoorwegstation langs spoorlijn 117 (Luttre - Eigenbrakel) in de gemeente Manage dat tegenwoordig fungeert als stopplaats. Men kan er kosteloos parkeren en er is een gratis fietsstalling.
Tevens vertrok hier spoorlijn 113 (Manage - Piéton) en spoorlijn 141 (Manage - Court-Saint-Étienne).
In het station zijn er verschillende aftakkingen, één naar het station van Familleureux (wordt alleen gebruikt tijdens de spits), één naar Seneffe (loopt dood net over het kanaal Brussel-Charleroi, wordt niet meer gebruikt), één naar La Louvière vanuit Manage (wordt gebruikt door S62 en IC11) en eentje van La Louvière naar Famillereux (ontwijkt station van Manage, wordt gebruikt door L-trein).

## Treindienst
| Serie       | Treinsoort               | Route | Bijzonderheden                                                         |
| ----------- | ------------------------ | --- | ---------------------------------------------------------------------- |
| S 62        | S-trein Charleroi (NMBS) | Luttre – Manage – La Louvière-Centrum – Charleroi-Centraal                                                                                            | Rijdt in het weekend tussen La Louvière-Centrum en Charleroi-Centraal. |
| L 4350C     | L-trein (NMBS)           | Charleroi-Centraal – Luttre – Manage – La Louvière-Centrum                                                                                            | Rijdt op werkdagen tussen 's-Gravenbrakel en Manage.                   |
| P 7770/8770 | Piekuurtrein (NMBS)      | [ Manage – [ Luttre ] / [ Bergen – Quévy ] / [ 's-Gravenbrakel ] ] / [ La Louvière-Zuid – [ Bergen ] / [ Manage – Luttre ] / [ Charleroi-Centraal ] ] | Rijdt alleen op werkdagen.                                             |

## Galerij

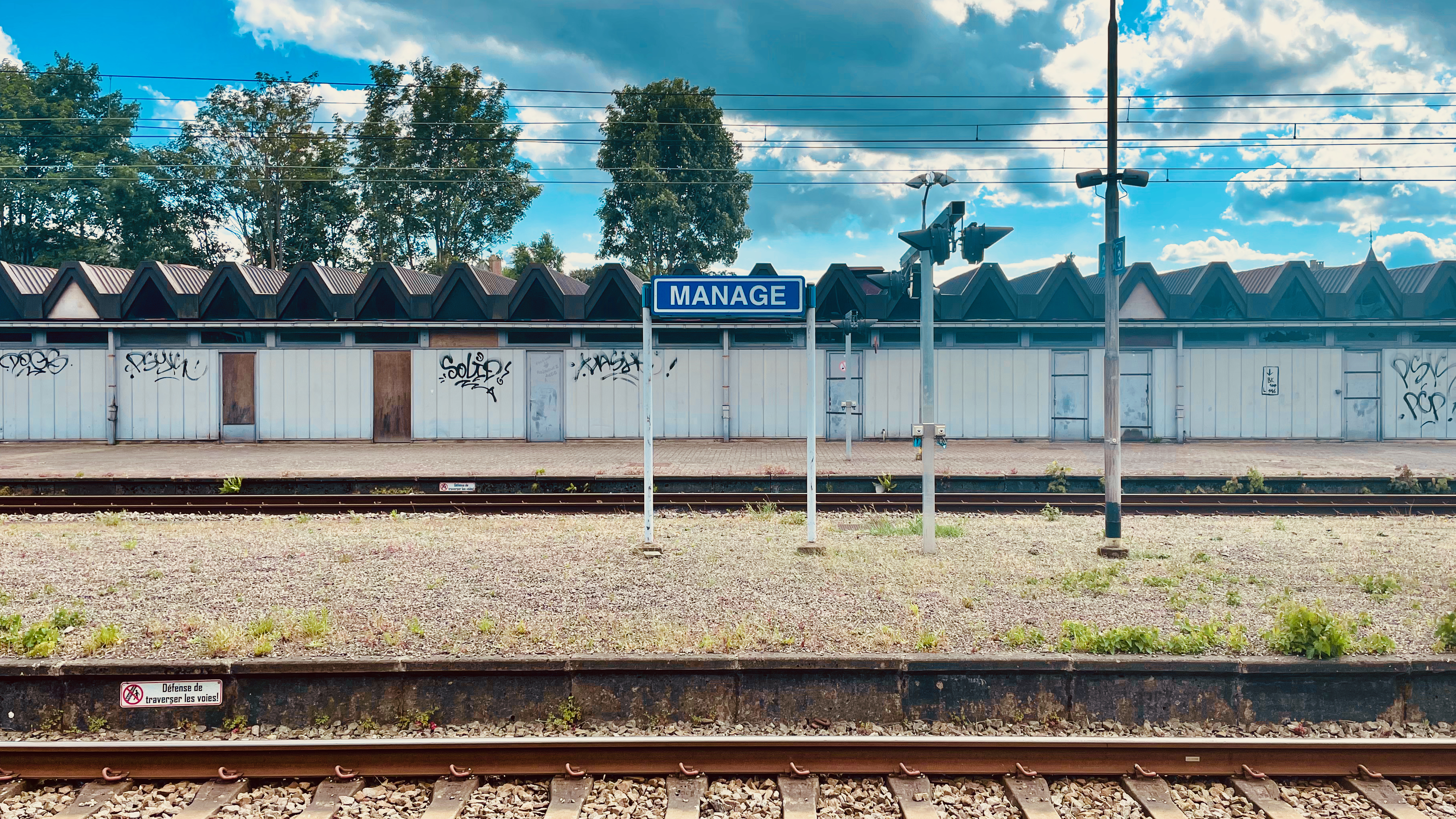
Plaatsnaambord
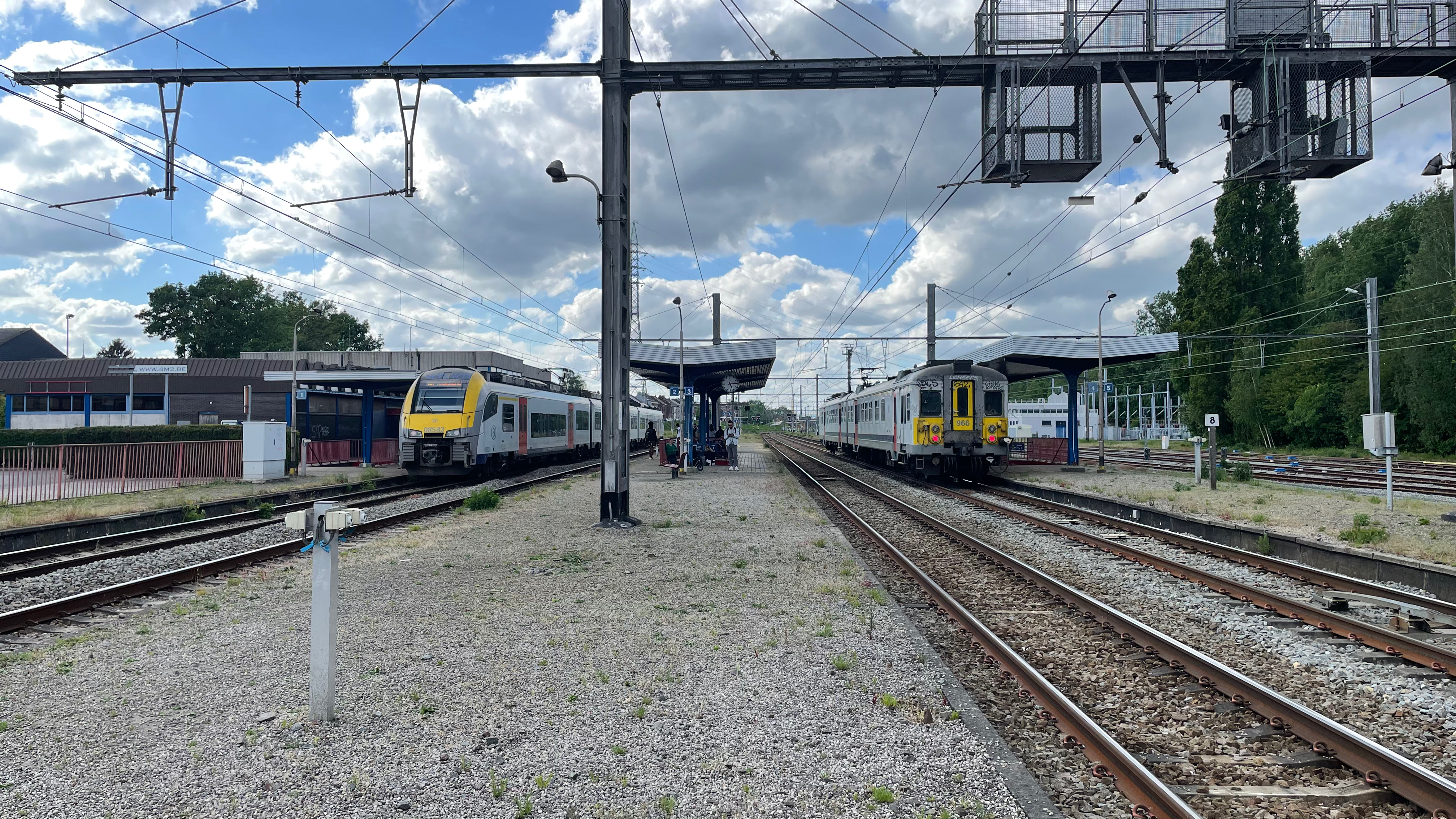
Zicht op het perron
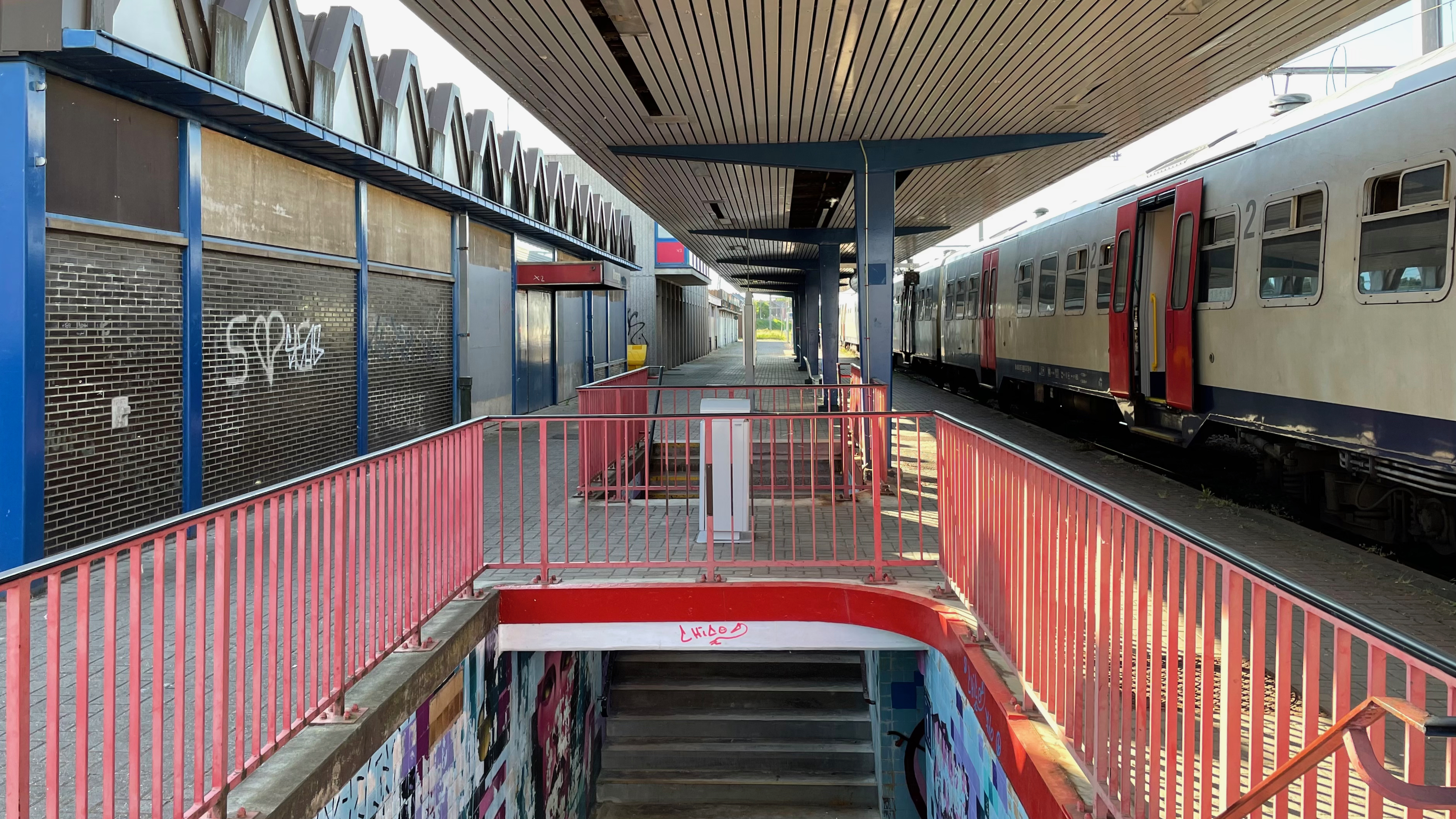
Doorgang station
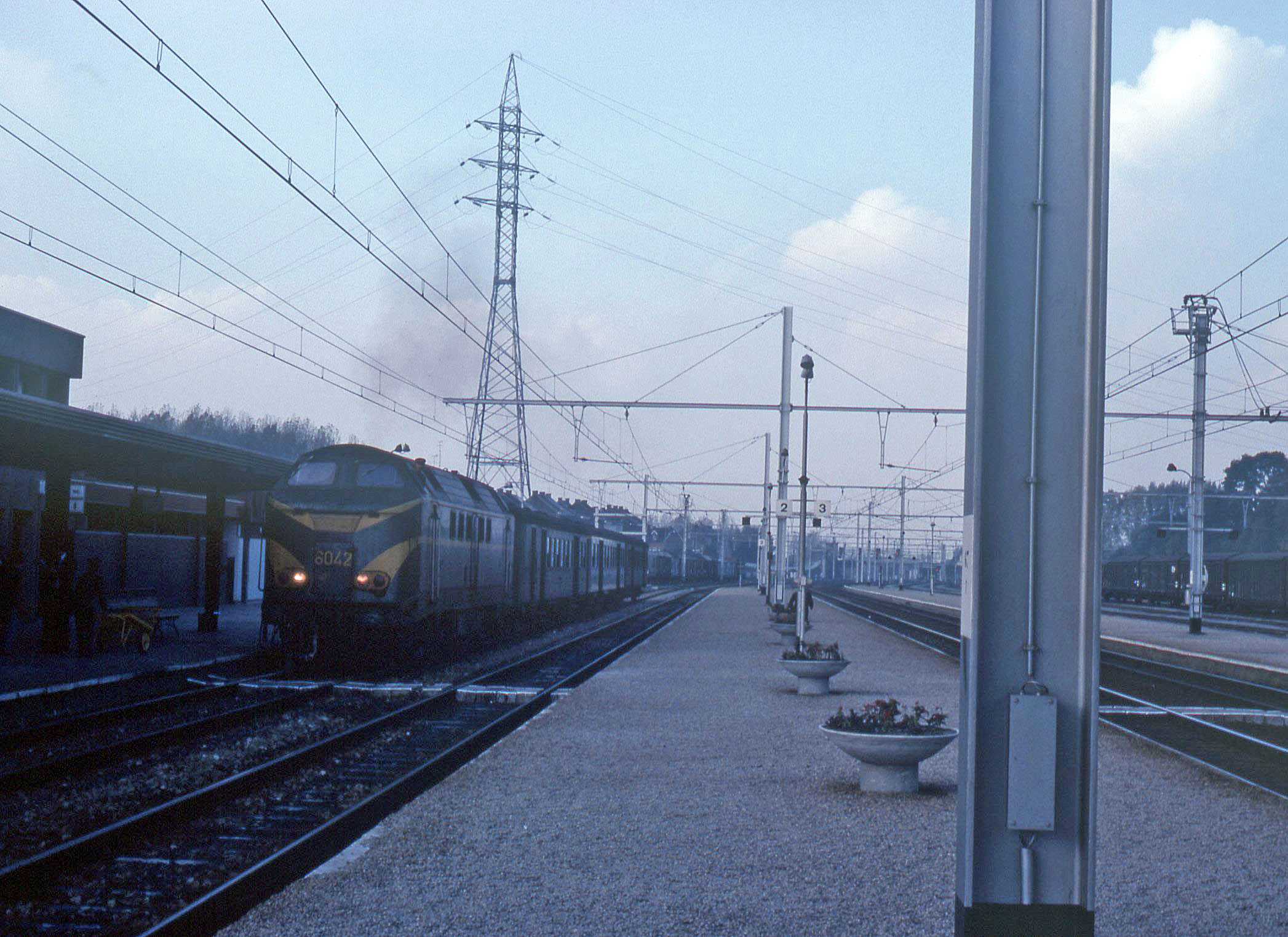
Het station in 1979

## Reizigerstellingen
De grafiek en tabel geven het gemiddeld aantal instappende reizigers weer op een week-, zater- en zondag.
| Tabel: aantal instappende reizigers station Manage | Tabel: aantal instappende reizigers station Manage | Tabel: aantal instappende reizigers station Manage | Tabel: aantal instappende reizigers station Manage |
|                                                    | Weekdag                                            | Zaterdag                                           | Zondag                                             |
| -------------------------------------------------- | -------------------------------------------------- | -------------------------------------------------- | -------------------------------------------------- |
| 1977                                               | 1 418                                              | 244                                                | 282                                                |
| 1978                                               | 1 294                                              | 270                                                | 101                                                |
| 1979                                               | 1 551                                              | 335                                                | 336                                                |
| 1980                                               | 1 302                                              | 322                                                | 272                                                |
| 1981                                               | 1 448                                              | 284                                                | 203                                                |
| 1982                                               | 1 333                                              | 205                                                | 184                                                |
| 1983                                               | 1 378                                              | 295                                                | 218                                                |
| 1984                                               | 987                                                | 173                                                | 169                                                |
| 1985                                               | 787                                                | 152                                                | 166                                                |
| 1986                                               | 868                                                | 153                                                | 123                                                |
| 1987                                               | 792                                                | 150                                                | 147                                                |
| 1988                                               | 744                                                | 249                                                | 207                                                |
| 1989                                               | 656                                                | 165                                                | 167                                                |
| 1990                                               | 638                                                | 176                                                | 127                                                |
| 1991                                               | 718                                                | 178                                                | 146                                                |
| 1992                                               | 678                                                | 185                                                | 150                                                |
| 1993                                               | 622                                                | 96                                                 | 75                                                 |
| 1994                                               | 764                                                | 53                                                 | 48                                                 |
| 1995                                               | 573                                                | 50                                                 | 40                                                 |
| 1996                                               | 496                                                | 59                                                 | 51                                                 |
| 1997                                               | 326                                                | -                                                  | -                                                  |
| 1998                                               | 604                                                | 50                                                 | 32                                                 |
| 1999                                               | 453                                                | 44                                                 | 38                                                 |
| 2000                                               | 743                                                | 40                                                 | 32                                                 |
| 2001                                               | 569                                                | 49                                                 | 38                                                 |
| 2002                                               | 521                                                | 60                                                 | 36                                                 |
| 2003                                               | 482                                                | 64                                                 | 44                                                 |
| 2004                                               | 545                                                | 70                                                 | 48                                                 |
| 2005                                               | 488                                                | 58                                                 | 48                                                 |
| 2006                                               | 549                                                | 35                                                 | 36                                                 |
| 2007                                               | 481                                                | 50                                                 | 32                                                 |
| 2008                                               | -                                                  | -                                                  | -                                                  |
| 2009                                               | 429                                                | 37                                                 | 35                                                 |
| 2010                                               | -                                                  | -                                                  | -                                                  |
| 2011                                               | -                                                  | -                                                  | -                                                  |
| 2012                                               | 423                                                | 80                                                 | 57                                                 |
| 2013                                               | 471                                                | 53                                                 | 39                                                 |
| 2014                                               | 471                                                | 61                                                 | 38                                                 |
| 2015                                               | 458                                                | 158                                                | 104                                                |
| 2016                                               | 457                                                | 132                                                | 98                                                 |
| 2017                                               | 394                                                | 57                                                 | 39                                                 |
| 2018                                               | 264                                                | 85                                                 | 57                                                 |
| 2019                                               | 289                                                | 55                                                 | 53                                                 |
| 2020                                               | 204                                                | 46                                                 | 39                                                 |
| 2021                                               | -                                                  | -                                                  | -                                                  |
| 2022                                               | 271                                                | 92                                                 | 60                                                 |
| 2023                                               | 258                                                | 78                                                 | 88                                                 |
| 2024                                               | 245                                                | 108                                                | 50                                                 |

0,0: Manage ·
3,1: Bellecourt ·
4,8: Chapelle-lez-Herlaimont ·
6,1: Bascoup ·
7,3: Beauregard ·
9,8: Piéton
0,0: Manage ·
2,5: Bois-d'Haine ·
3,8: La Croyère ·
6,6: La Louvière-Centrum
0,0: 's-Gravenbrakel ·
5,9: Écaussinnes ·
8,5: Marche-lez-Écaussinnes ·
12,0: Familleureux ·
14,2: Manage ·
18,6: Godarville ·
21,5: Gouy-lez-Piéton ·
24,6: Pont-à-Celles ·
26,9: Luttre
0,0: Manage ·
2,4: Soudromont ·
3,6: Seneffe ·
5,0: Grande-Marie ·
7,6: Feluy-Arquenne ·
11,5: Monstreux ·
13,4: Nijvel-Noord ·
15,0: Baulers ·
19,8: Fonteni ·
22,7: Genepiën ·
25,1: Thy ·
27,3: Bousval ·
28,5: Basse-Laloux ·
29,8: Noirhat ·
32,5: Court-Saint-Etienne